# Het Gebied van Staden
Het Gebied van Staden is een heemkundig jaarboek dat sinds 1971 in Staden uitgegeven wordt door de Heemkring Antonius Sanderus Staden, die in 1969 opgericht werd. De focus ligt op lokale en familiegeschiedenis op het grondgebied van Staden, vooral Staden zelf en beperkt Westrozebeke.
De naam van het tijdschrift verwijst naar de beschrijving door Antonius Sanderus in zijn Flandria Illustrata van Het Gebied van Staden, met daarin ook het kasteel van Staden.

## Museum
Tot 2003 hield de Heemkring Antonius Sanderus Staden onder dezelfde naam, Het Gebied van Staden, een heemkundig museum open aan de Marktplaats 5 te Staden.